# 佐久間元三郎
佐久間 元三郎（さくま もとさぶろう、1851年（嘉永4年10月） - 1912年（明治45年）7月15日）は、日本の政治家、衆議院議員（1期）。

## 経歴
千葉県出身。漢学を学ぶ。市原郡海上村(のち三和町、現・市原市)長となる。また、硫黄礦採掘事業に従事し、千宝製糸、更科炭礦、築地活版印刷各(株)社長を歴任した。
1898年3月の第5回衆議院議員総選挙において千葉1区から自由党公認で立候補したが落選した。同年8月の第6回衆議院議員総選挙では憲政党公認で立候補して当選した。1902年の第7回衆議院議員総選挙は不出馬。1912年に死去した。